# Copthorne (West Sussex)
Copthorne – wieś w Anglii, w hrabstwie West Sussex, w dystrykcie Mid Sussex. Leży 58 km na północny wschód od miasta Chichester i 41 km na południe od Londynu.